# Dannstadt-Schauernheim
Dannstadt-Schauernheim – miejscowość i gmina w Niemczech, w kraju związkowym Nadrenia-Palatynat, w powiecie Rhein-Pfalz, siedziba gminy związkowej Dannstadt-Schauernheim.

## Współpraca
Miejscowości partnerskie:
- Bétheny, Francja
- Schackstedt – dzielnica Aschersleben, Saksonia-Anhalt